# Сянки
Ся́нки — село в восточных Карпатах, в Борынской поселковой общине Самборского района Львовской области Украины. До 18 июля 2020 года Сянки принадлежали Туркинскому району.
Село находится на территории регионального ландшафтного парка «Надсанский». Население составляет 580 жителей.

## История

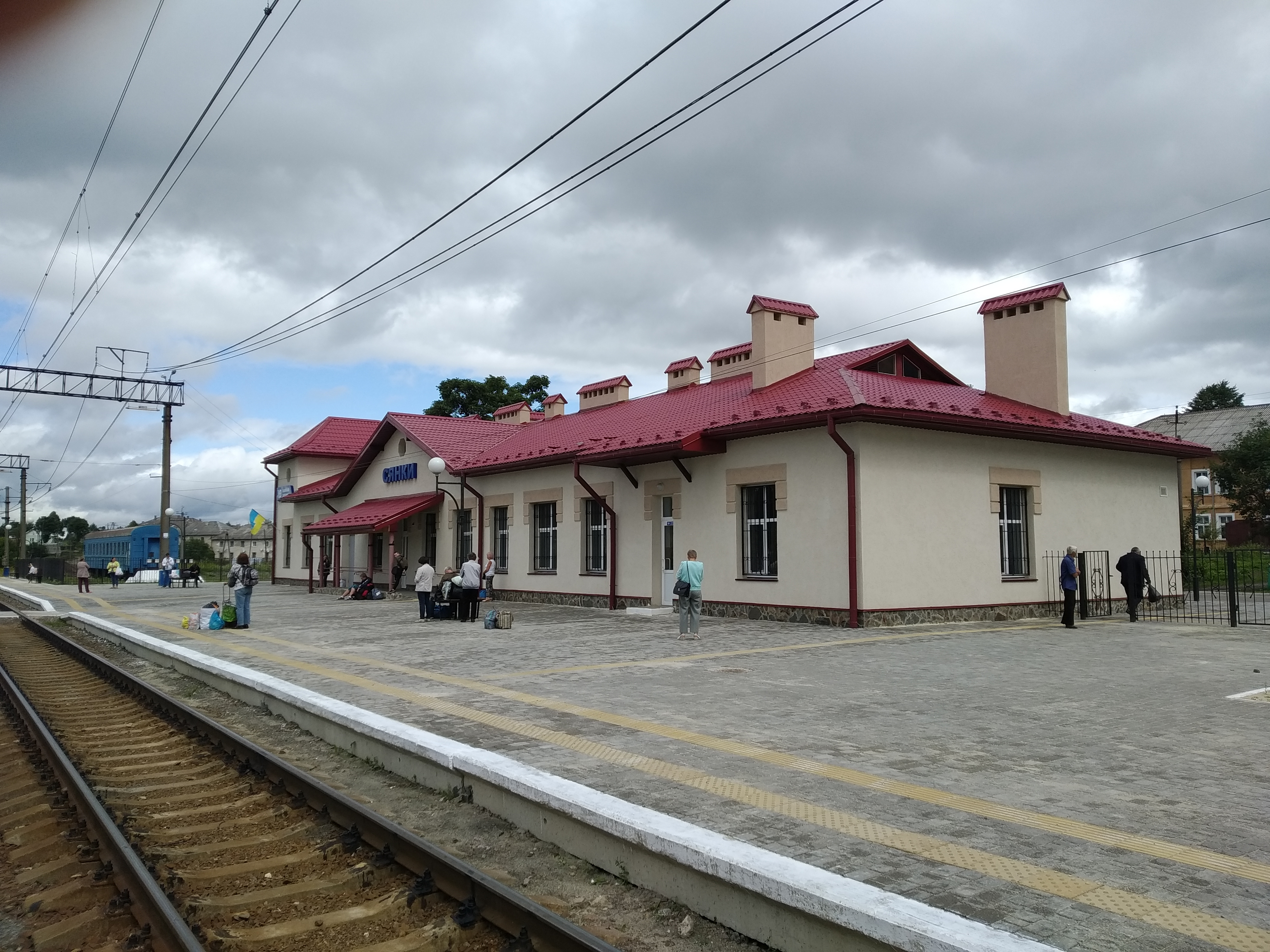
Железнодорожная станция

Село Сянки было основано в 1586 году краковским воеводой Петром Кмита над истоками реки Сан.
В течение XVII—XIX веков в Сянках были построены три деревянные церкви бойковского типа, две из которых (1645 и 1703) были проданы в Закарпатье в сёла Кострино и Соль, где сохранились до сегодняшнего дня.
Через Сянки уже в 70-х годах XIX века проходила железная дорога, соединившая Ужгород с Перемышлем и Львовом, а в 1904 году здесь была построена железнодорожная станция.
Перед Второй мировой войной в селе было 10 домов отдыха, 6 пансионатов и 3 туристических базы, в которых можно было разместить почти две тысячи отдыхающих. Здесь также были театр, библиотека, теннисные корты, лыжный трамплин, санная трасса и метеорологическая станция.
Церкви Святого Стефана (1831 года), Святого преподобного Ильи (1908 года) и католический костел были разрушены после Второй мировой войны, а каменная дворовая часовня взорвана в 1970 году.
Часть Сянок называют «ропой», что в переводе означает «рассол» — здесь когда-то добывали соль. В 90-х годах XX века в Сянках было построено две церкви — греко-католическую Святого Юрия (Георгия) (1993) и православную Вознесения Господня (1996). В церкви Святого Юрия установлен светильник-паук из старой церкви Святого пророка Ильи и колокол из церкви в Бенёвы. Возле села находится военное кладбище и несколько могил времен I-й мировой войны. Сохранились традиционная деревянная бойковская застройка и заграждения, пилорамы, старые мосты, есть много придорожных часовен и крестов.